# Andrés Echevarría
Andrés Echevarría (* 26. November 1964 in Melo) ist ein uruguayischer Schriftsteller.
Der in Montevideo lebende und an verschiedenen Orten in den Departamentos Cerro Largo und Rivera aufgewachsene Sohn einer Lehrerin erhielt für einige seiner Veröffentlichungen Auszeichnungen. Seine Werke wurden sowohl im In- als auch im Ausland veröffentlicht. 2008 hielt er Lesungen während der 3. Semana de Melo.

## Werke

### Theater
- La historia en dos cuerpos (1992)
- Homenaje al espejo (1993)
- Sonorama (1994)
- ZZZZZ… (1995)
- El re dio la nota (1998)

### Veröffentlichungen
- Entrevista con el arte uruguayo (2005)
- Pasión y poesía de Jules Laforgu" (2006)
- Señales Elementales (2006)
- Los árboles de piedra (2008)
- Juana, escándalo en la luz (2009, als Co-Autor gemeinsam mit Jorge Arbeleche)
- Las lenguas de diamante, de Juana de Ibarbourou (2009, gemeinsam mit Jorge Arbeleche)
- Una mirada sobre Juana de Ibarbourou, Jorge Arbeleche (2009, Vorwort, Interview und Kompilation)
- La sombra de las horas (2009)
- Rapsodia de Juana de Ibarbourou (2009, als Co-Autor gemeinsam mit Jorge Arbeleche)
- Jules Laforgue, Los Lamentos (2010, zweisprachige Ausgabe und Vorwort).